# Delphinium uralense
Delphinium uralense är en ranunkelväxtart som beskrevs av Sergej Arsenjevitj Nevskij. Delphinium uralense ingår i släktet storriddarsporrar, och familjen ranunkelväxter. Inga underarter finns listade i Catalogue of Life.